# Grondwaterstroming (energiebalans)
De energiebalans van grondwaterstroming is de energiebalans van grondwater in termen van inkomende hydraulische energie geassocieerd aan de inkomende grondwaterstroming, energie geassocieerd aan de uitgaande stroming, energieomzetting in warmte door stromingswrijving, en de resulterende verandering in energiestatus en grondwaterspiegel

## Theorie
Door de horizontale stroomsnelheid van grondwater (dimensie bijvoorbeeld m3/dag per m2 verticale dwarsdoorsnede) met het grondwaterpotentiaal (eenheden bijvoorbeeld in energie E per m3 water of E/m3) verkrijgt men een energiestroming in E/dag per m2 verticale dwarsdoorsnede.
Sommatie of integratie van de energiestroming in een verticale dwarsdoorsnede met een eenheid van breedte (bijvoorbeeld 1 m) vanaf de ondergrens (veelal de ondoorlatende laag waarop het grondwater rust) tot aan de waterspiegel geeft een energiestroming Fe in termen van E/dag per m breedte van de aquifer.
Terwijl het grondwater stroomt verliest het energie door stromingswrijving met de gronddeeltjes waardoor de hydraulische energie wordt omgezet in warmte. Gelijkertijd kan energie aan het grondwatersysteem worden toegevoegd met het water dat het grondwaterreservoir van bovenaf aanvult, bijvoorbeeld door regen die verticaal door de onverzadigde bodem naar beneden zijgt, door de waterspiegel dringt. Men kan dus van een blok grond tussen twee nabijgelegen verticale dwarsdoorsneden een energiebalans opstellen. In stationaire toestand, dat wil zeggen zonder verandering van de energiestatus van het grondwater en zonder opslag of onttrekking van water dat geborgen is in de grond, is de energiestroming in de eerste doorsnede plus de toegevoegde energie van de regen tussen de doorsneden, min de energiestroming in de tweede doorsnede gelijk aan het energieverlies door stromingswrijving.
In wiskundige termen kan deze balans verkregen worden door de integraal Fe te "differentiëren" in de stromingsrichting met gebruikmaking van de regel van Leibniz en in aanmerking nemend dat de hoogte van de waterspiegel kan veranderen in de stromingsrichting. De oplossing kan vereenvoudigd worden door toepassing van de aanname van Dupuit.
De hydraulische wrijvingsverliezen kunnen worden omschreven in analogie met de wet van Joule in de elektriciteit (zie wet van Joule#hydraulisch analoog), waarin de wrijvingsverliezen evenredig zijn met het kwadraat van de stroomsnelheid en de elektrische weerstand van het materiaal waar de stroom door gaat. In de grondwaterhydraulica werkt men meestal met de doorlatendheid die omgekeerd evenredig is met de hydraulische weerstand.

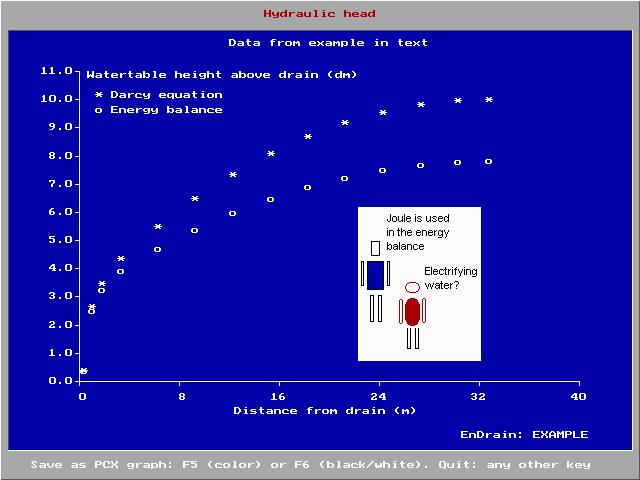
Vorm van de waterspiegel bij drainage berekend met twee methoden

De aldus verkregen vergelijking (wiskunde) van de energiebalans van de grondwaterstroming kan bijvoorbeeld worden gebruikt om de vorm van de waterspiegel te berekenen tussen twee evenwijdige ontwateringsmiddelen (zie formule van Hooghoudt) onder specifieke karakteristieken van de aquifer. Hiervoor is een numerieke oplossing vereist waarbij kleine stappen worden genomen langs de ondoorlatende basis van de aquifer. Hierbij is een methode van iteraties nodig omdat de hydraulische potentiaal wordt genomen ten opzichte van een referentie niveau dat in dit geval de waterstand in het midden tussen de twee drains is, maar dat niveau is aanvankelijk niet bekend. Het niveau moet dus eerst geschat worden voordat de berekeningen kunnen worden gestart. Overeenkomstig de bevindingen tijdens de berekeningsprocedure dient de eerste schatting aangepast te worden waarna de berekeningen opnieuw worden aangevangen. Dit herhalingsproces gaat net zo lang door totdat de telkens bijgestelde eerste schattingen overeenkomen met het eindresultaat.
De iteratiemethode is zeer bewerkelijk en daarom verdient het gebruik van een computersimulatie voor dit doel de voorkeur.

## Toepassing
Het computerprogramma EnDrain, vergelijkt de gebruikelijke oplossing gebaseerd op de wet van Darcy in combinatie met de continuïteitsvergelijking met die volgens de energiebalans van grondwaterstroming en het wordt aangetoond dat de energiebalansmethode leidt tot relatief ruimere drainafstanden en hij biedt dus een besparing op de kosten van het drainagesysteem.